# Conor J. O'Brien
Conor J. O'Brien, född 1984 i Dublin, Irland, är en irländsk sångare som främst är känd som frontman och ledsångare i det irländska indiepopbandet Villagers. The Daily Telegraph har kallat honom en av "de starkaste nya sångrösterna som har framträtt de senaste åren, med en flytande, filosofisk lekfullhet på ytan i Paul Simons anda och poetiska djup i Joni Mitchells anda."